# Фандера, Олег Яковлевич
Олег Яковлевич Фандера (19 февраля 1934, Запорожье, УССР, СССР — 28 июня 2002, Уссурийск, Россия) — советский и российский актёр театра и кино.

## Биография
Родился 19 февраля 1934 года в Запорожье. Был наполовину украинцем и наполовину цыганом. Отец Яков Ильич Фандера (1909 — неизвестно) был участником Великой Отечественной войны, о матери нет информации.
Учился в Школе-студии МХАТ. В 1960-х годах играл в Одесском драматическом театре и работал на Одесской киностудии. В середине 1960-х годов начал сниматься в кино. В 1966 году прекратил сниматься и уехал в Уссурийск, а затем в Хабаровск. Также служил в Драматическом театре Краснознаменного Дальневосточного военного округа (КДВО) города Уссурийск. В остальных театрах не служил. Проживал некоторое время в Одессе и Улан-Удэ.
Ушёл из жизни 28 июня 2002 года, похоронен на городском кладбище Уссурийска.

## Личная жизнь
Был женат на женщине по имени Лариса, в семье имелось двое дочерей. Позже в семье произошёл развод и мать забрала своих детей в другой город и повторно вышла замуж. 
- Первая дочь Ирина погибла в ДТП, в 2008 году.

- Вторая дочь — актриса Оксана Фандера (род. 1967).
- Бывшая супруга Лариса умерла в 2018 году.

## Оценочные мнения
Автор Уссурийской газеты "Коммунар" Андрей Савченко, упоминает артиста как человека, который помогал не только добрым советом, но и добрым делом. Олег Яковлевич Фандера был замечательным артистом, любил снимать виды города и цветы.

## Награды и звания
- Заслуженный артист РСФСР (1982)[1].
- Народный артист Российской Федерации (2001)[1]. — звание под сомнением.

## Фильмография
- 1964 — Дочь Стратиона — партизан
- 1964 — Наш честный хлеб — Александр Макарович Задорожный, сын Макара
- 1964 — Цари — эпизод
- 1965 — Эскадра уходит на запад — французский матрос
- 1965 — Комэск — пилот
- 1967 — Тихая Одесса — эпизод
- 1967 — Цыган — эпизод (нет в титрах)

## Озвучивание
- 1964 — Замёрзшие молнии (нем. Die Gefrorenen blitze; ГДР)